# Castelul Pekri din Ozd

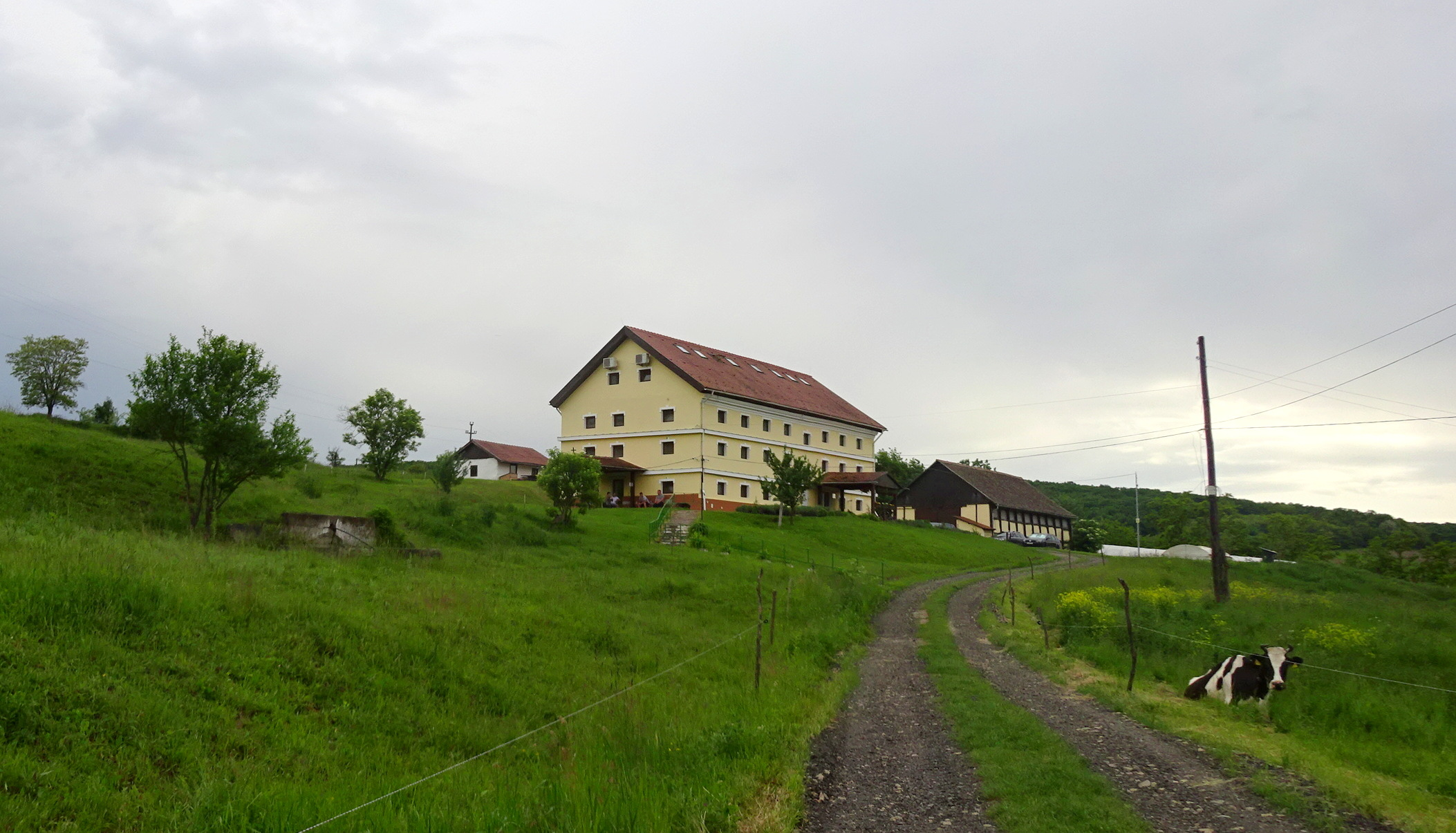
Clădirile anexă: grânarul a fost renovat de fundația Bonus Pastor și transformat în centru de recuperare pentru persoane dependente de alcool, droguri, jocuri de noroc și alte vicii.

Castelul Pekry-Radák din Ozd (în maghiară Pekry-Radák-kastély) este un monument istoric situat în satul Ozd, județul Mureș care figurează pe noua listă a monumentelor istorice sub codul LMI: MS-II-m-A-15741.

## Istoric și trăsături
Clădirea a fost construită în secolul al XVII-lea, dar circumstanțele construirii castelului sunt incerte.
În 1709, în timpul răscoalei lui Rákóczi, clădirea a fost incendiată de trupele austriece și abia în 1732 a fost refăcută.
În prima jumătate a secolului XX castelul a intrat în posesia baronului Johann Konrad von Konradsheim și a soției sale, Ilona Teleki.
După 1945 castelul a trecut în proprietatea statului, având același destin ca numeroase alte reședințe nobiliare. Mobilierul, cărțile și obiectele decorative dispar, ansamblul primește diverse funcțiuni: adăpostește birourile CAP, apoi devine școală, cămin cultural, locuință pentru diverse cadre didactice, fără a primi însă reparații. În cele din urma este abandonat din cauza stării avansate de degradare. Acoperișul se deteriorează considerabil, iar infiltrațiile amenință structura clădirii. 
Domeniul este retrocedat de către statul român fiicei Ilonei Teleki, iar aceasta a concesionat Fundației „Bonus Pastor” în 1997, ce continuă proiectele de revitalizare. Grânarul este restaurat cu anumite modificări necesare și transformat în centru de terapie pentru persoanele ce suferă de diverse forme de dependență. În prezent, fundația intenționează să restaureze integral castelul și să îl amenajeze ca centru cu funcțiuni multiple. În 2022 castelul a fost inclus pe lista monumentelor care vor fi restaurate din finanțarea obținută de România de la Uniunea Europeană prin Planul Național de Redresare și Reziliență (PNRR).

## Imagini

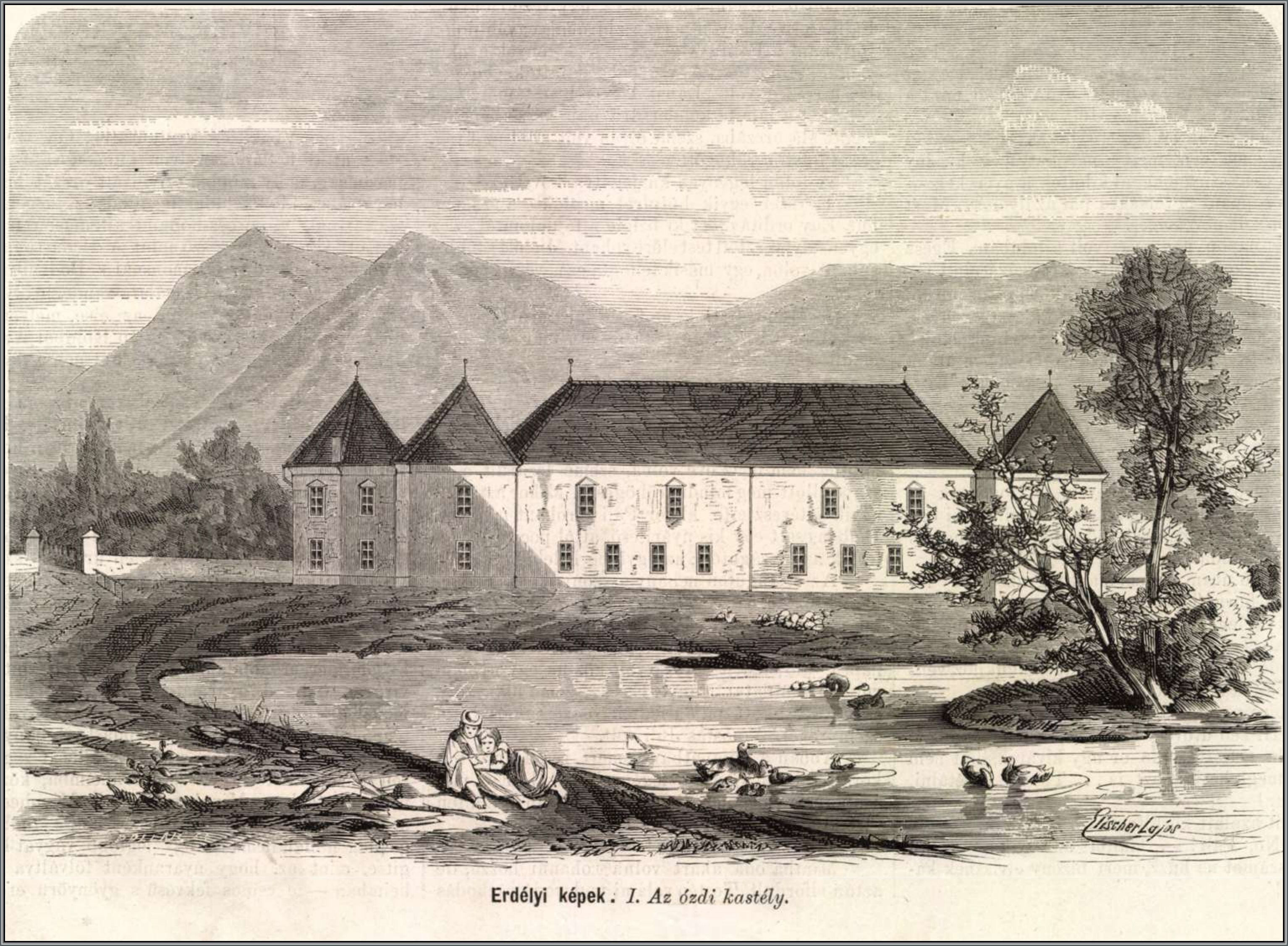
Gravură (1875)
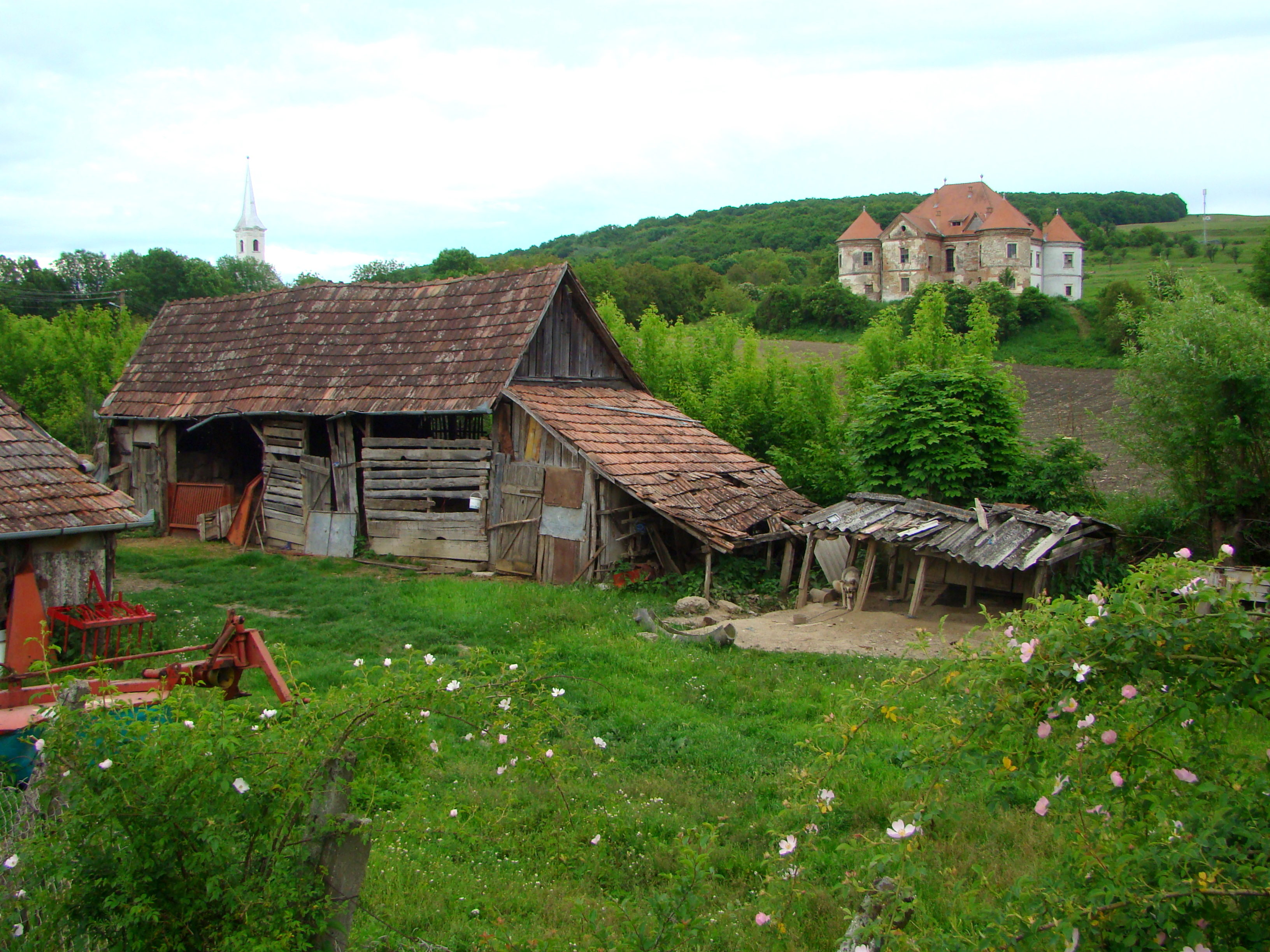
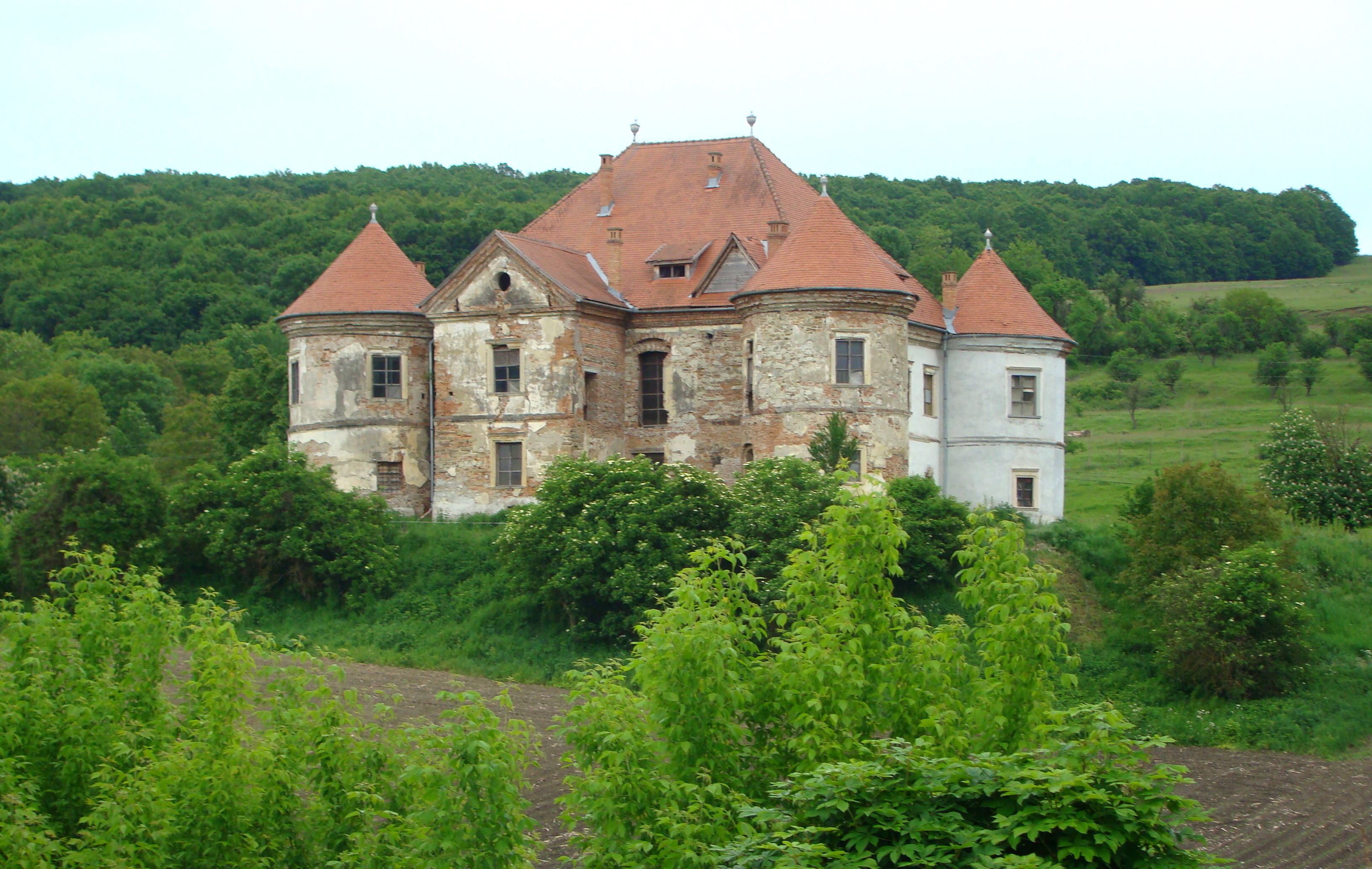
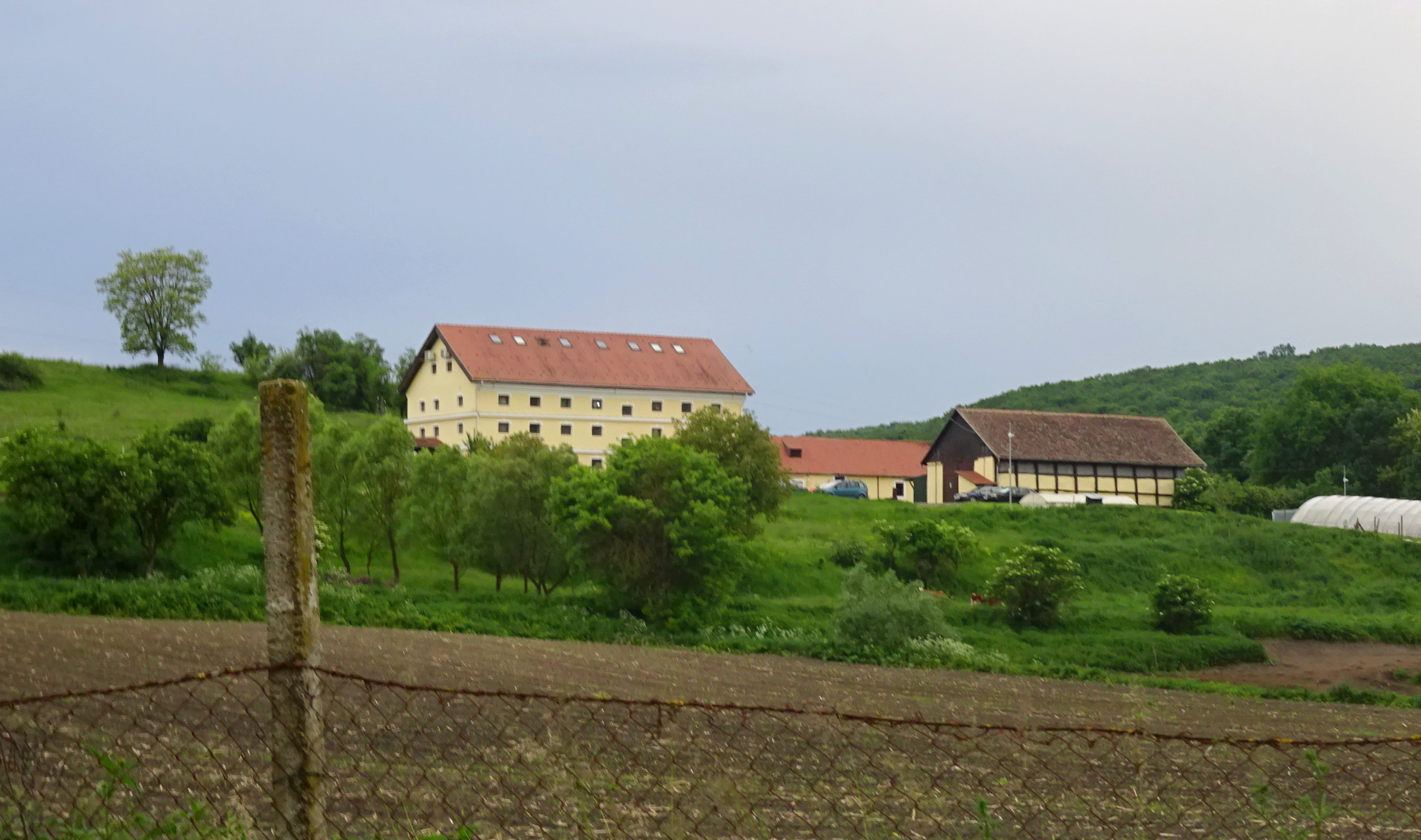
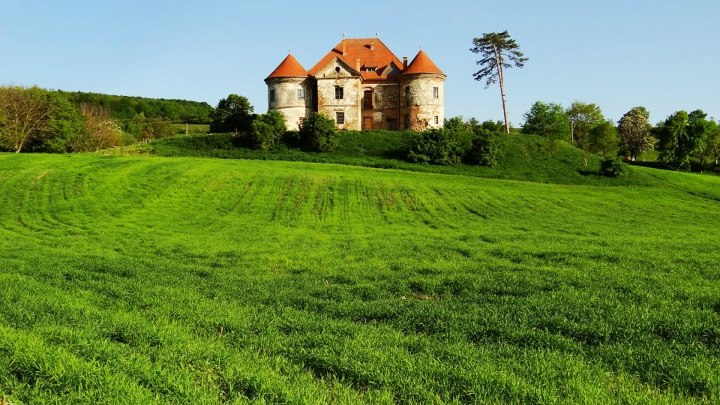
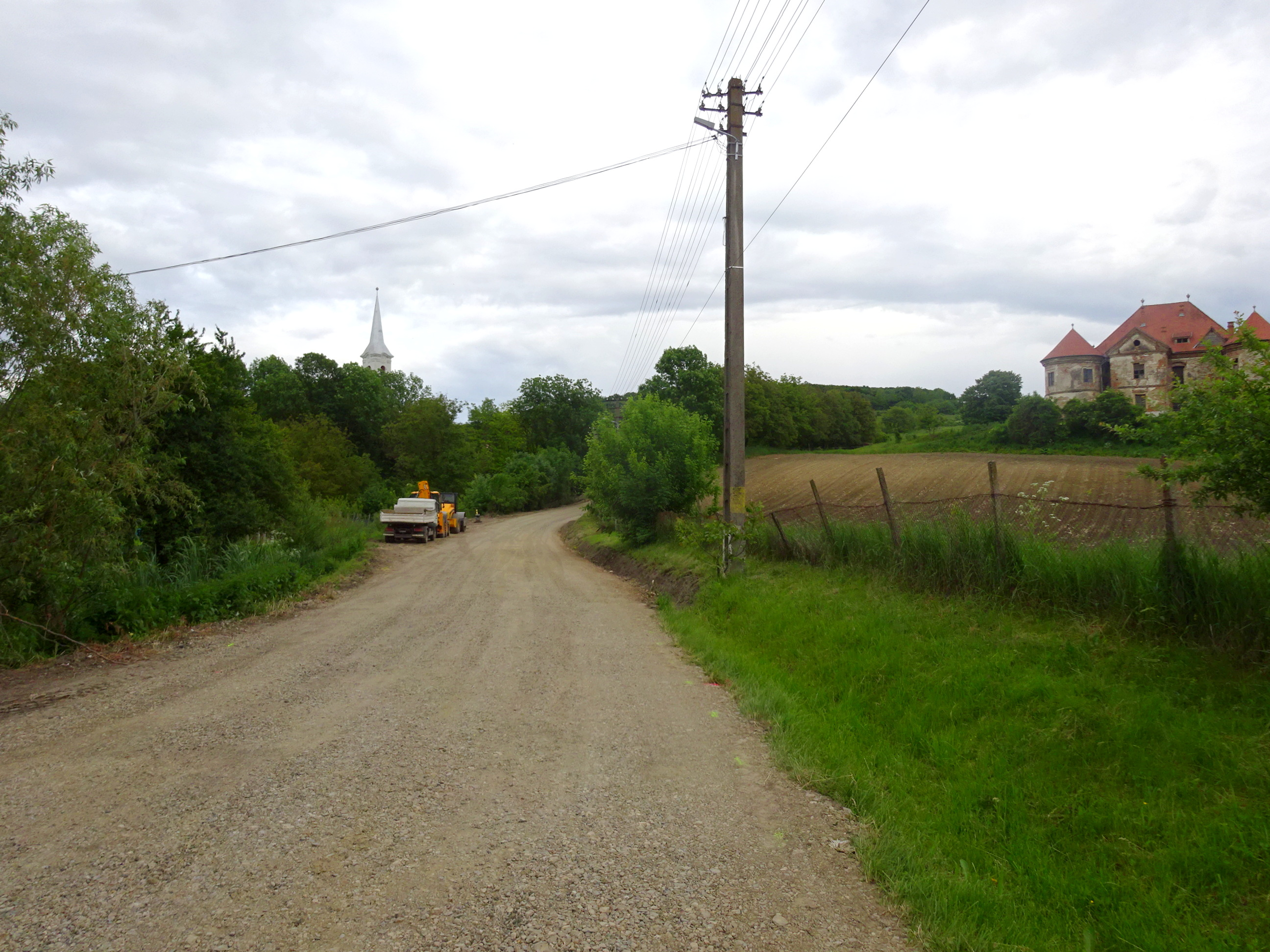
Drumul spre castel și biserica reformată
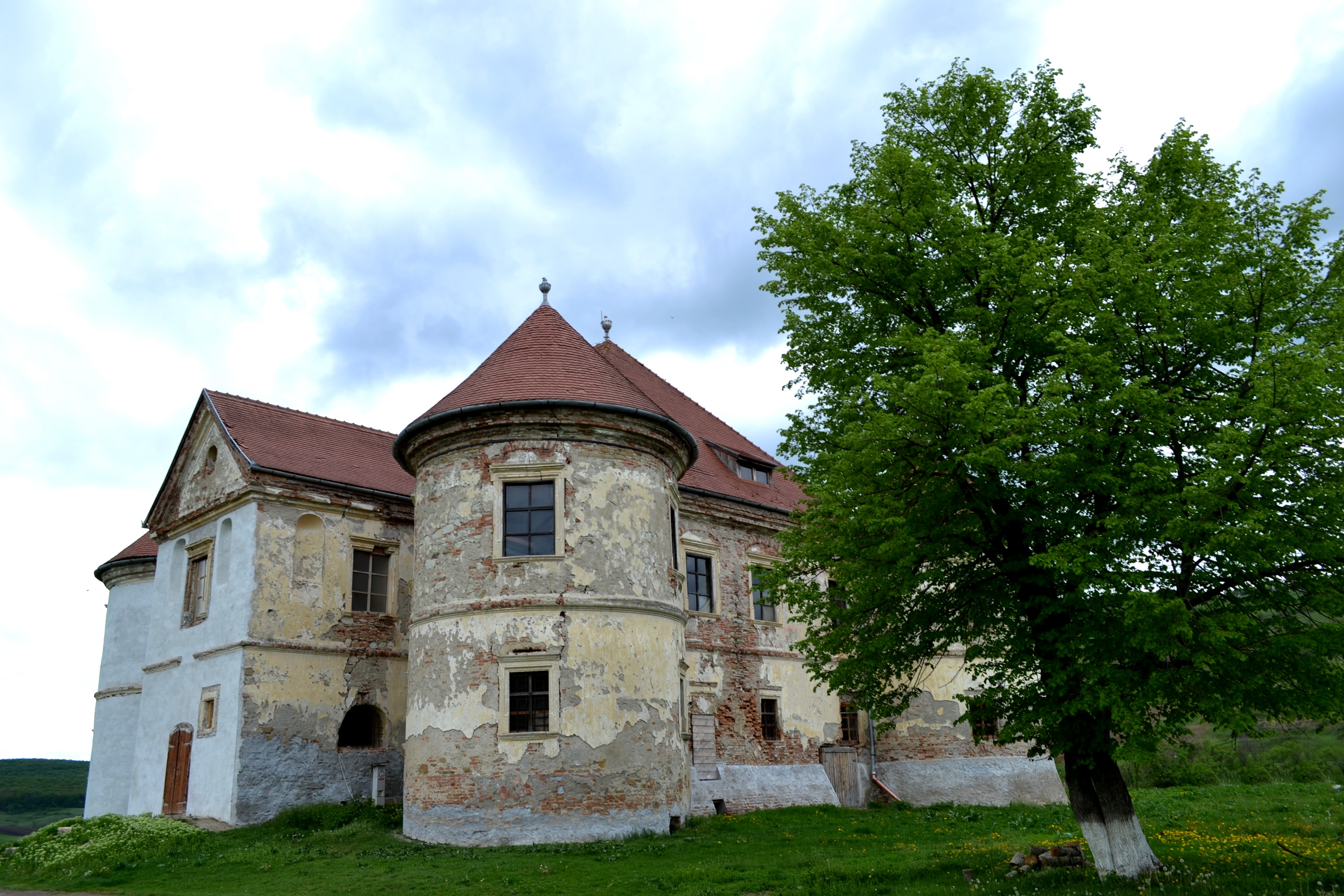
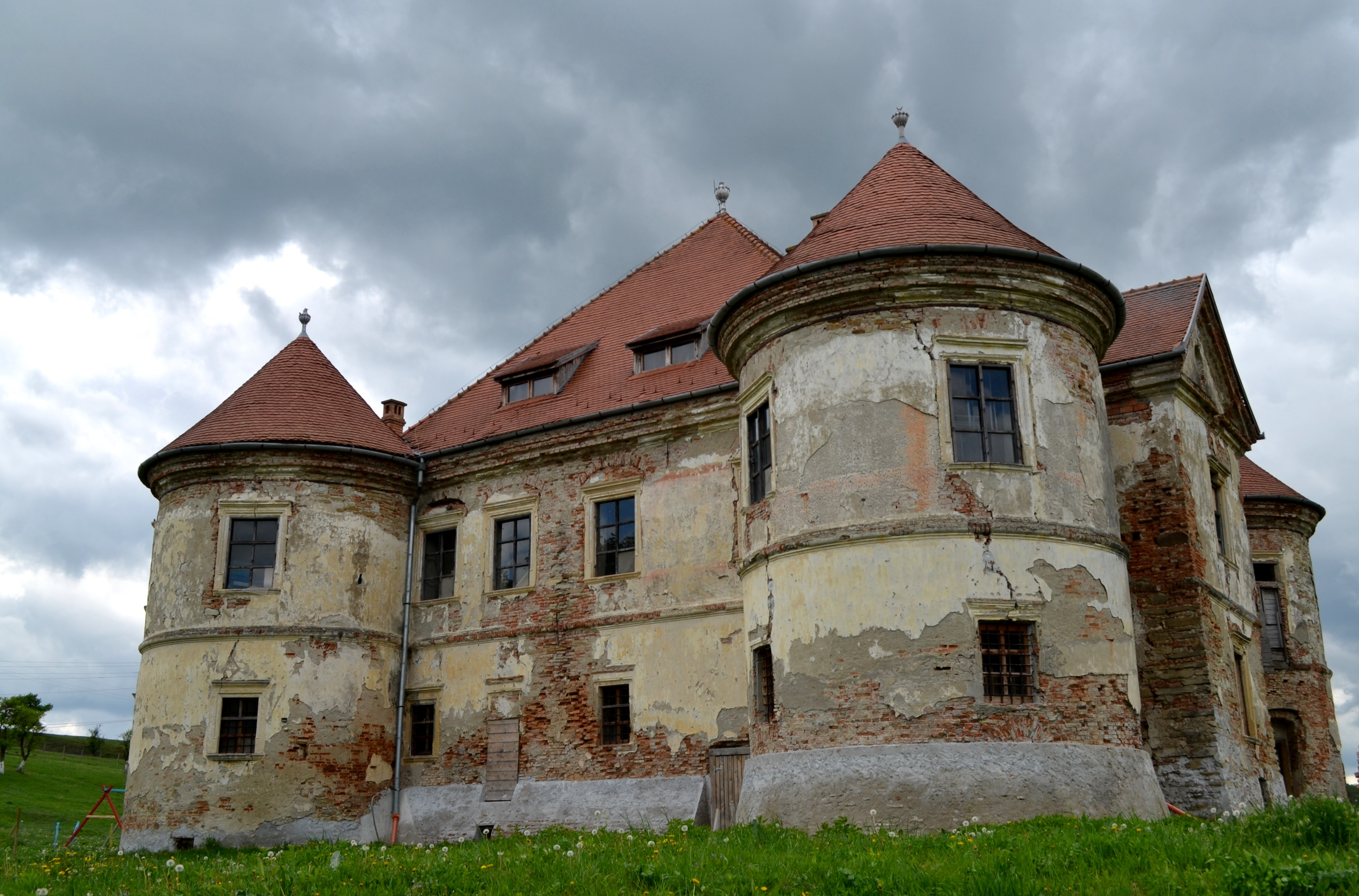
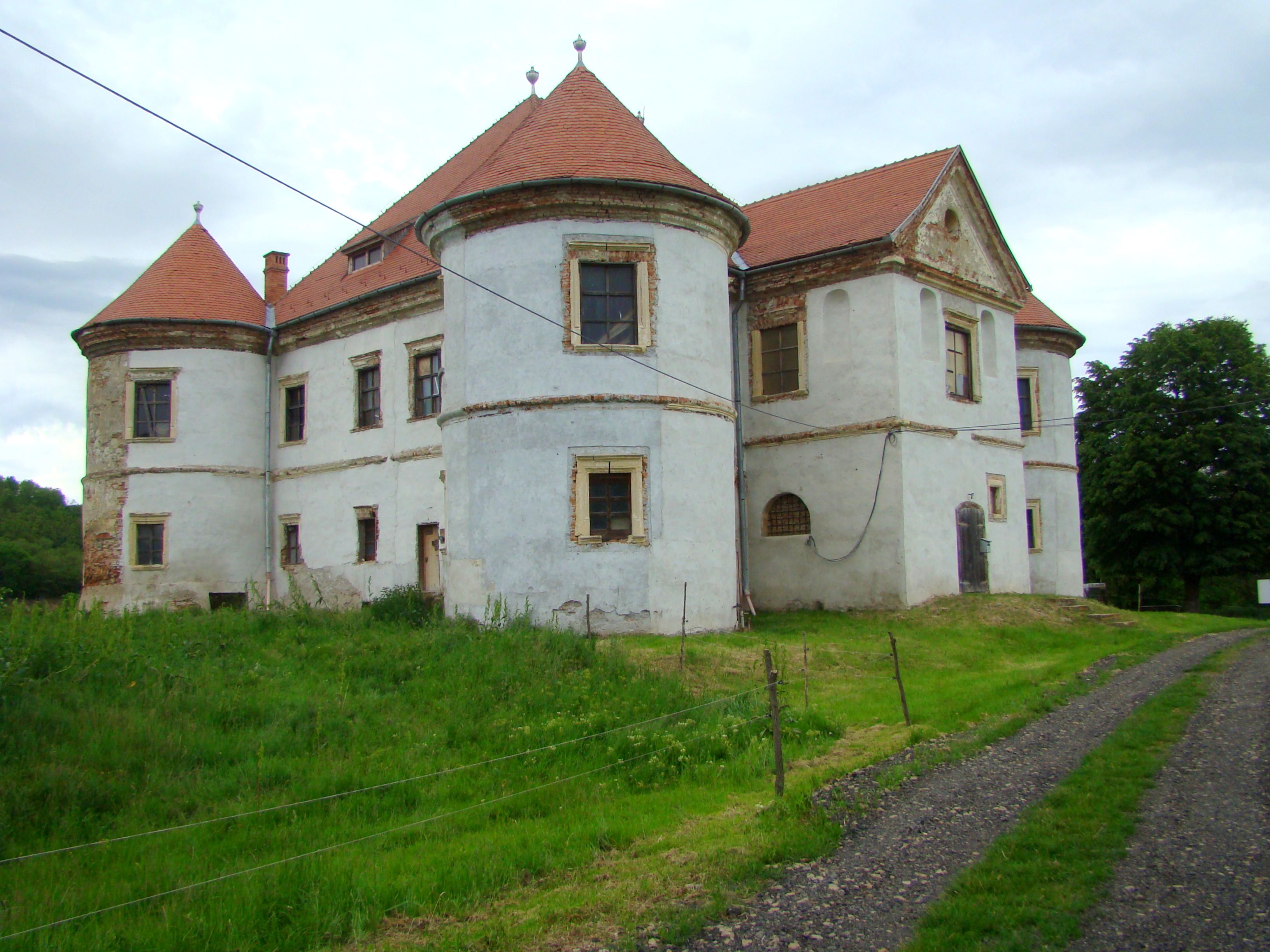
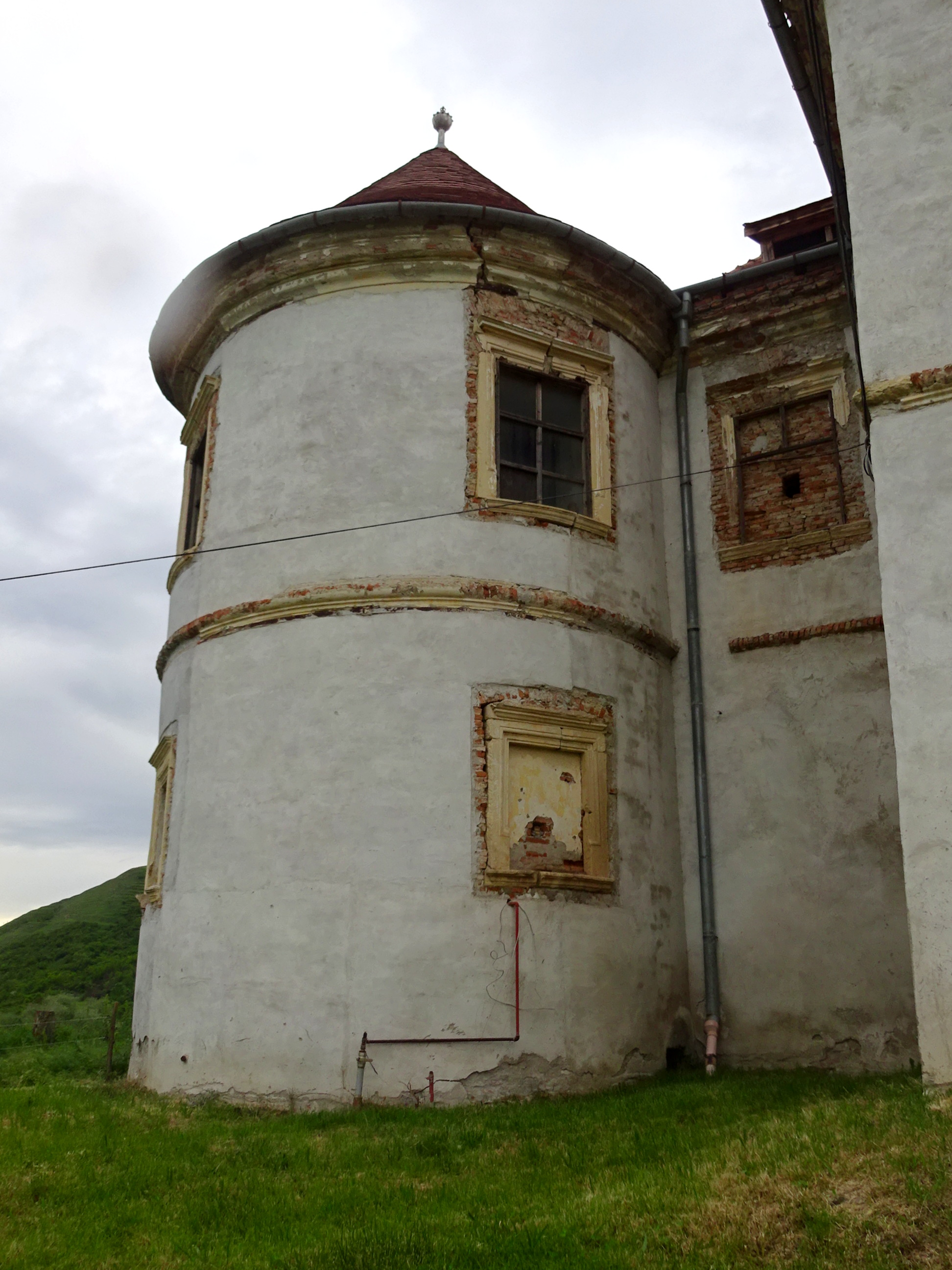
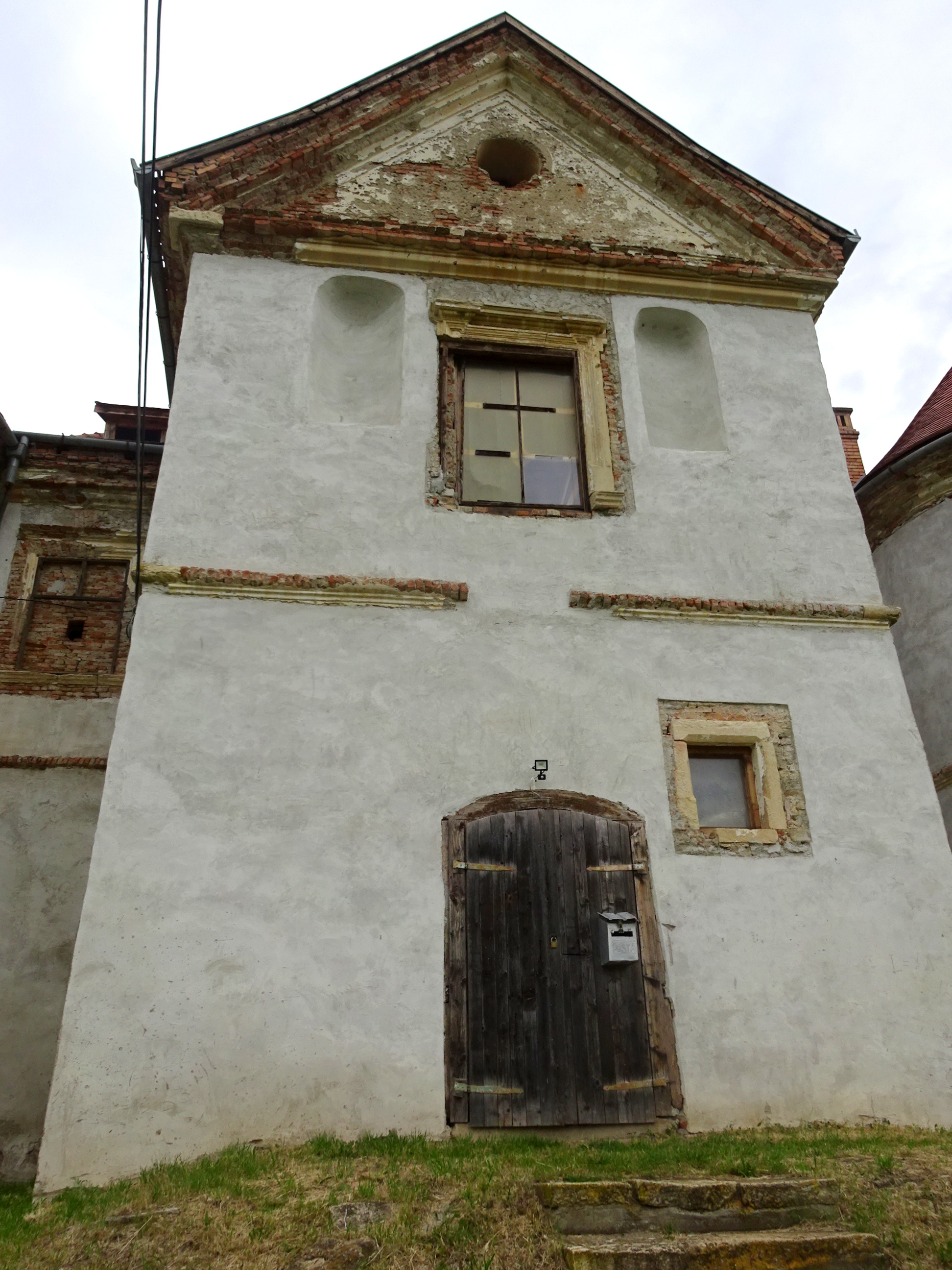
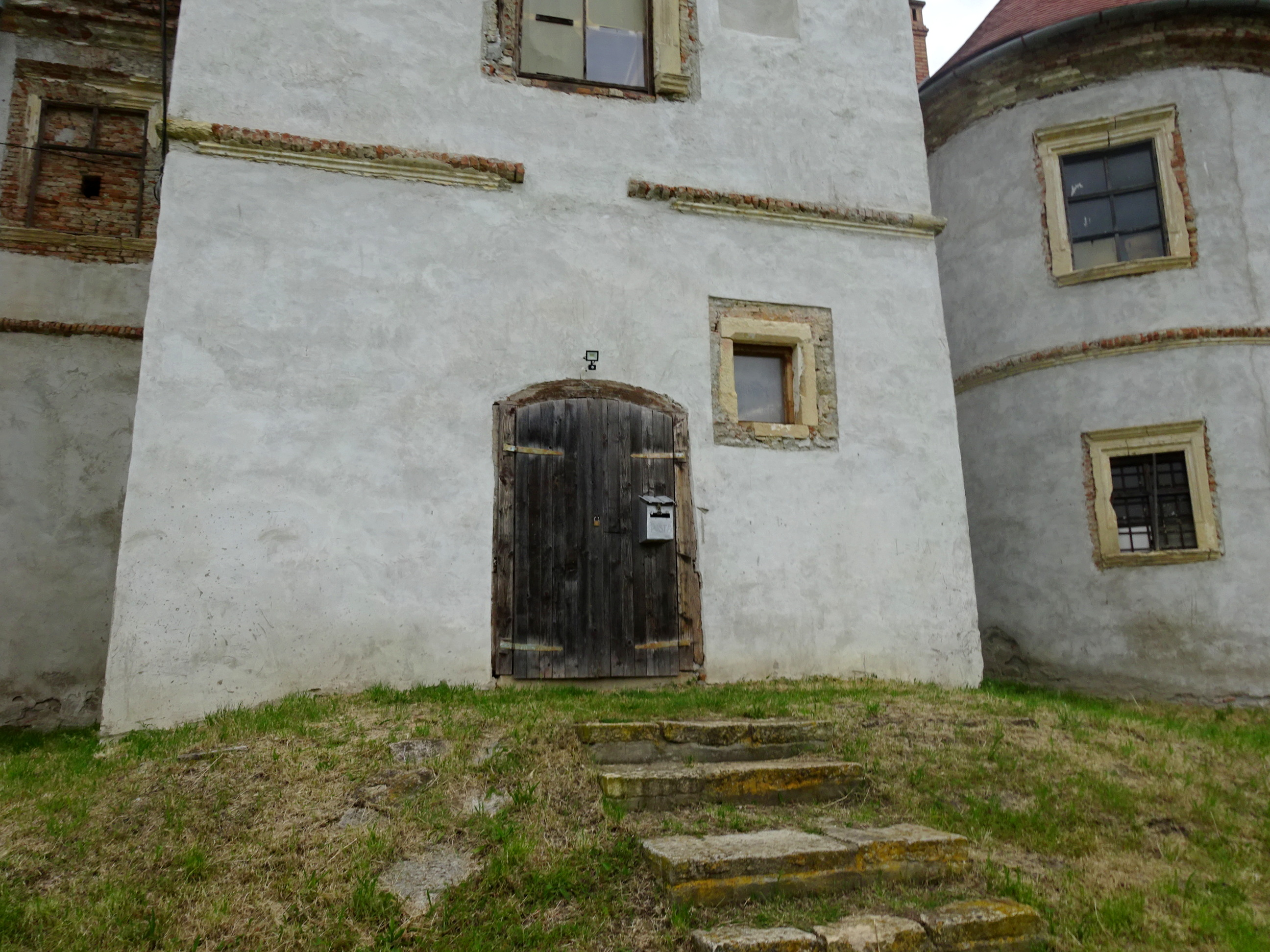
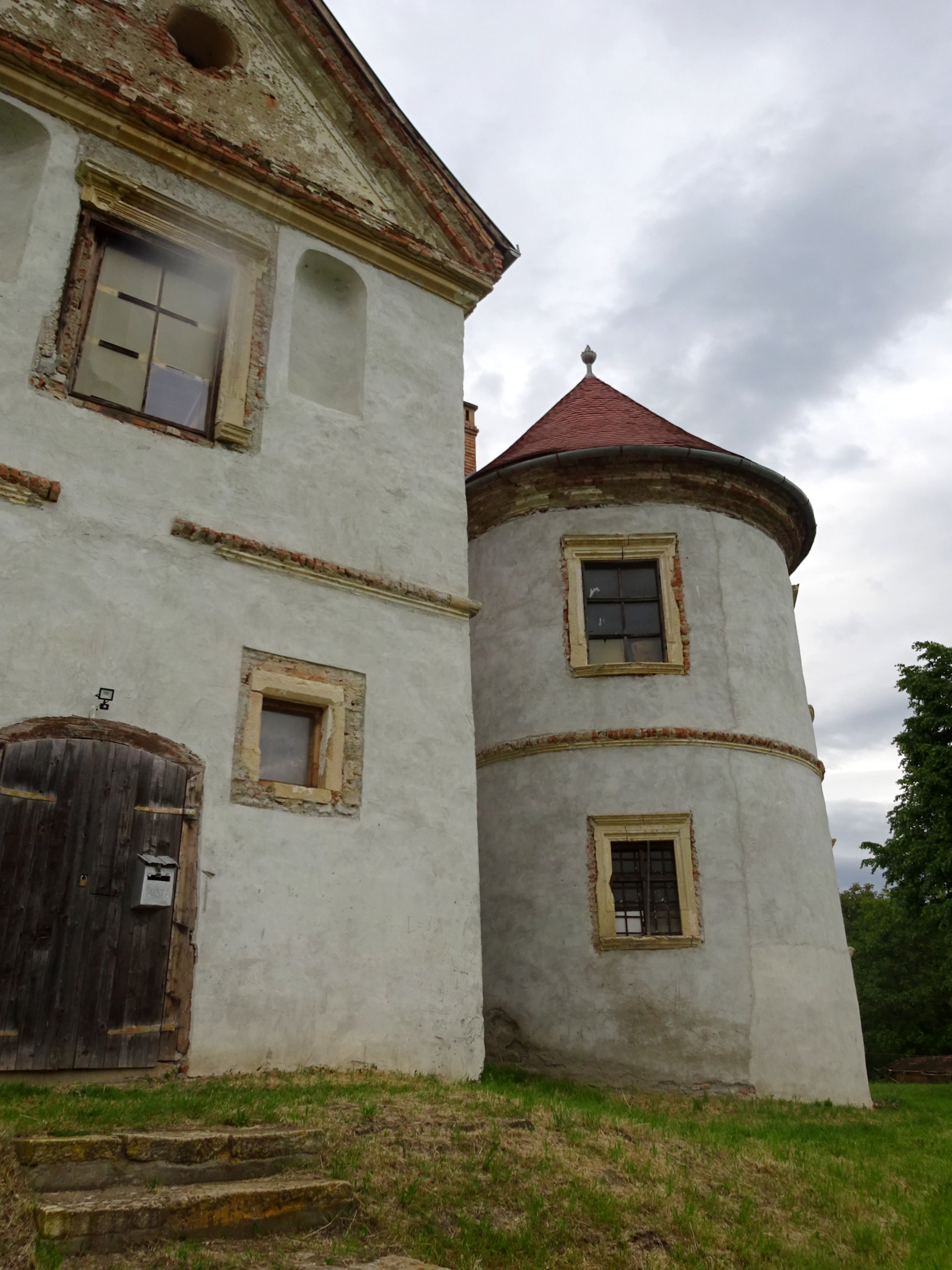
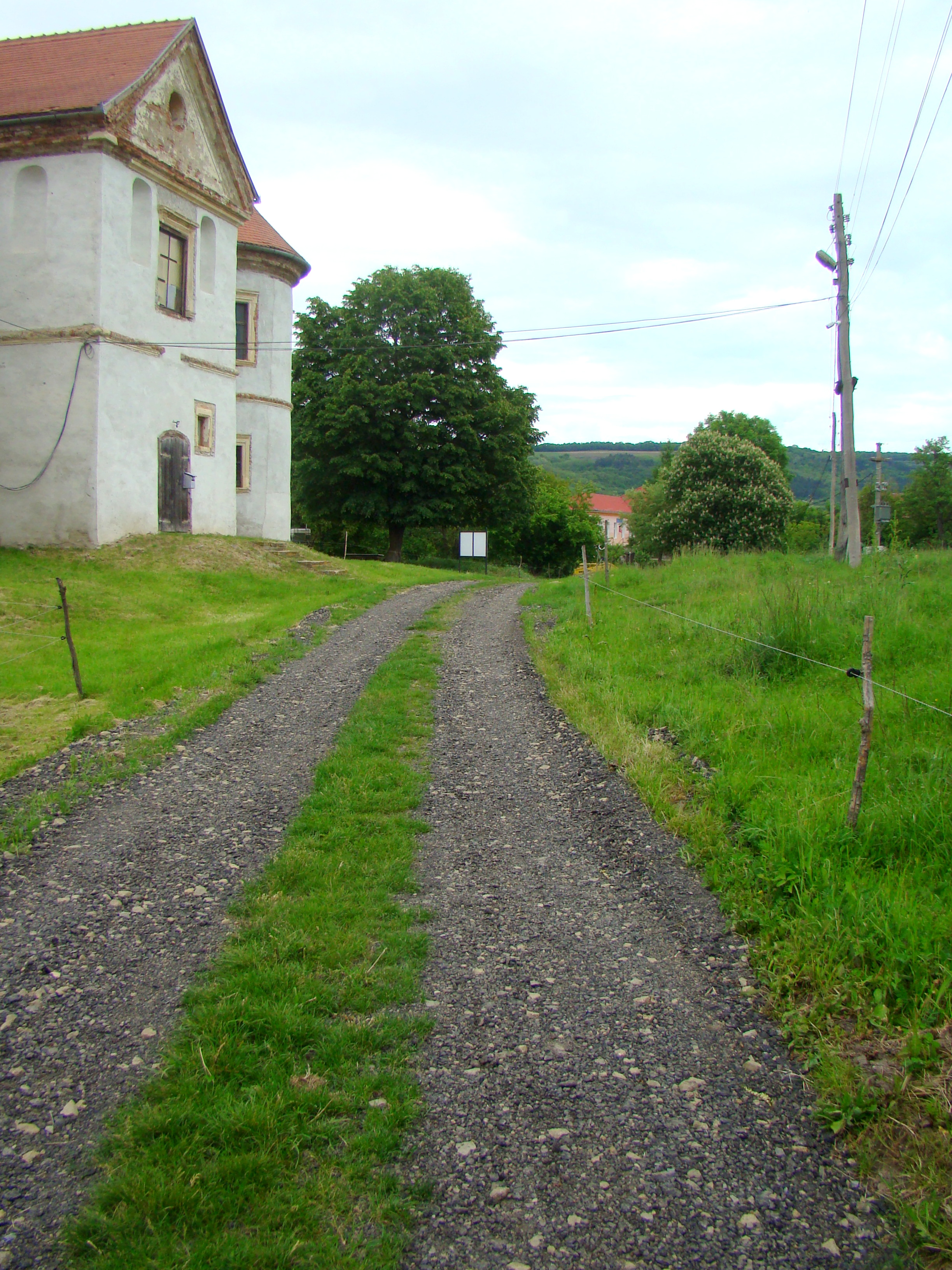
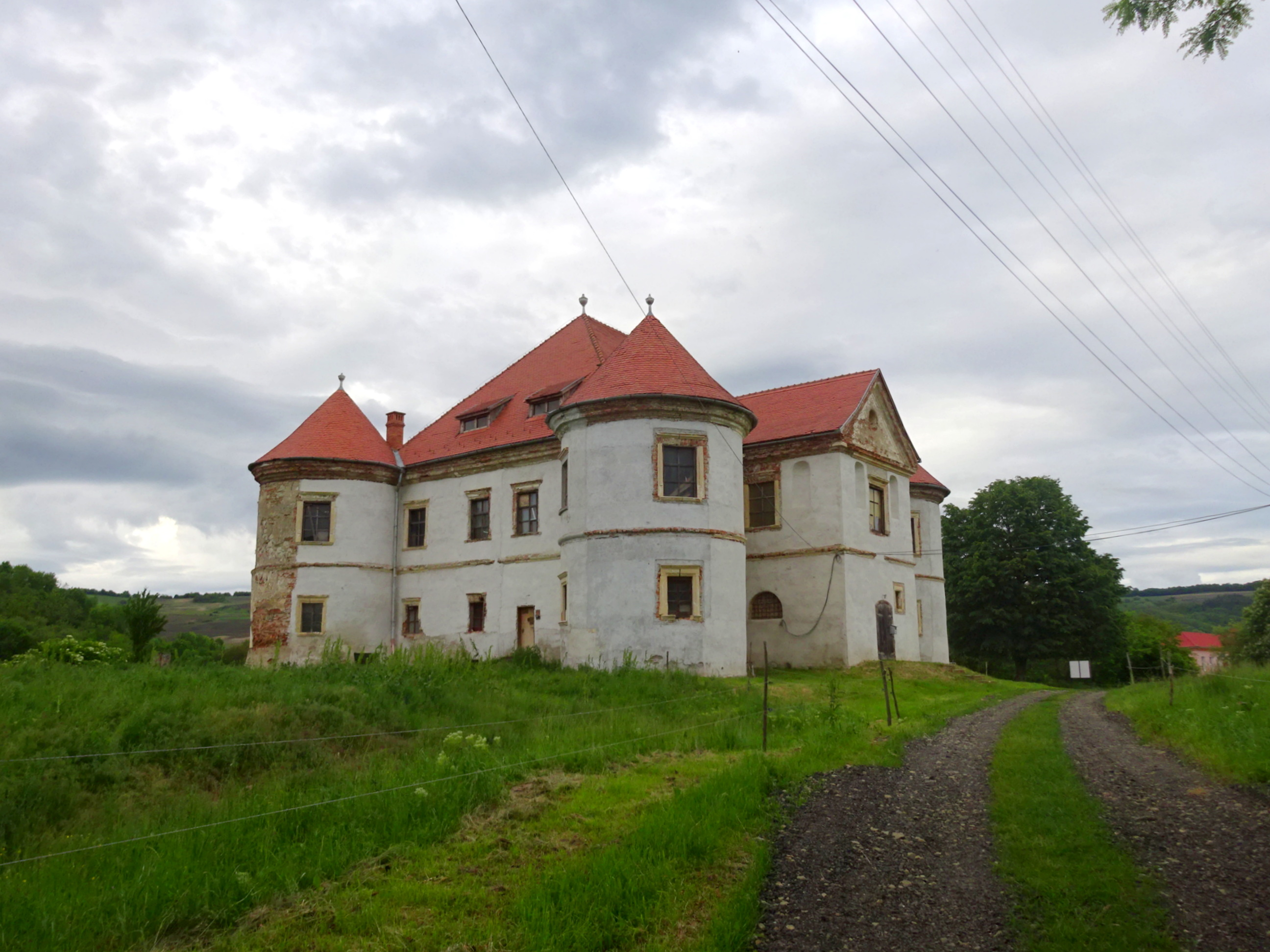
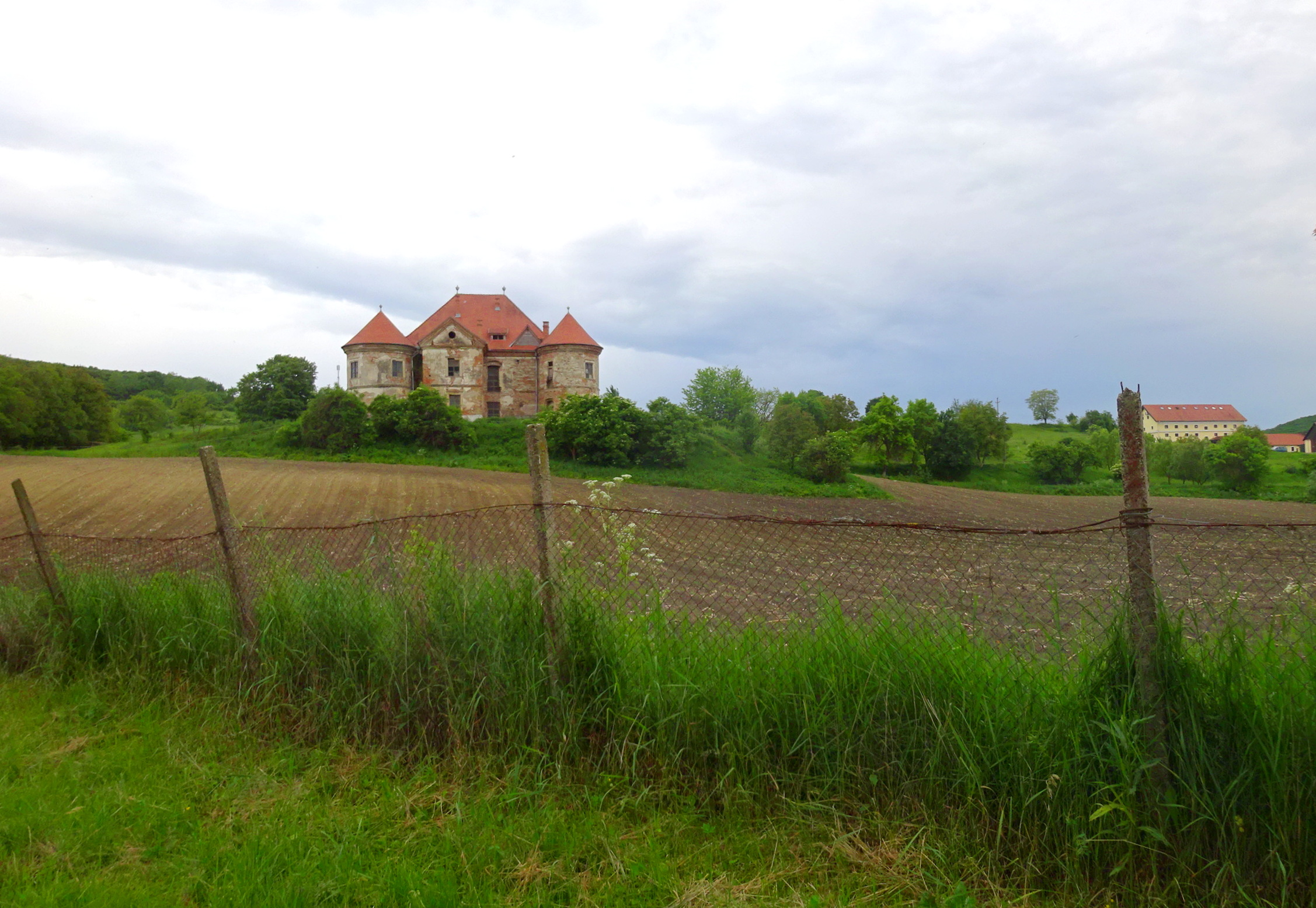
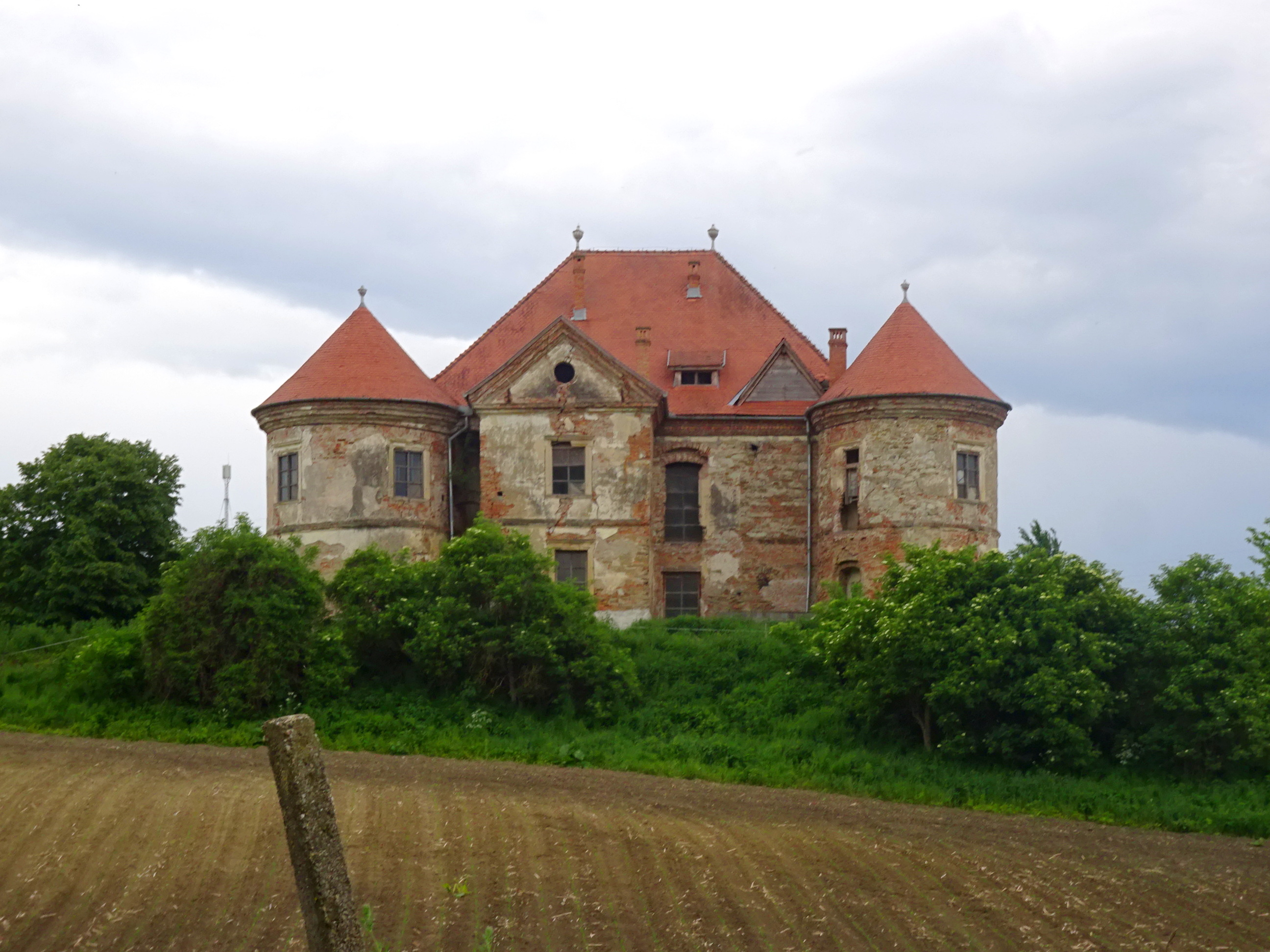
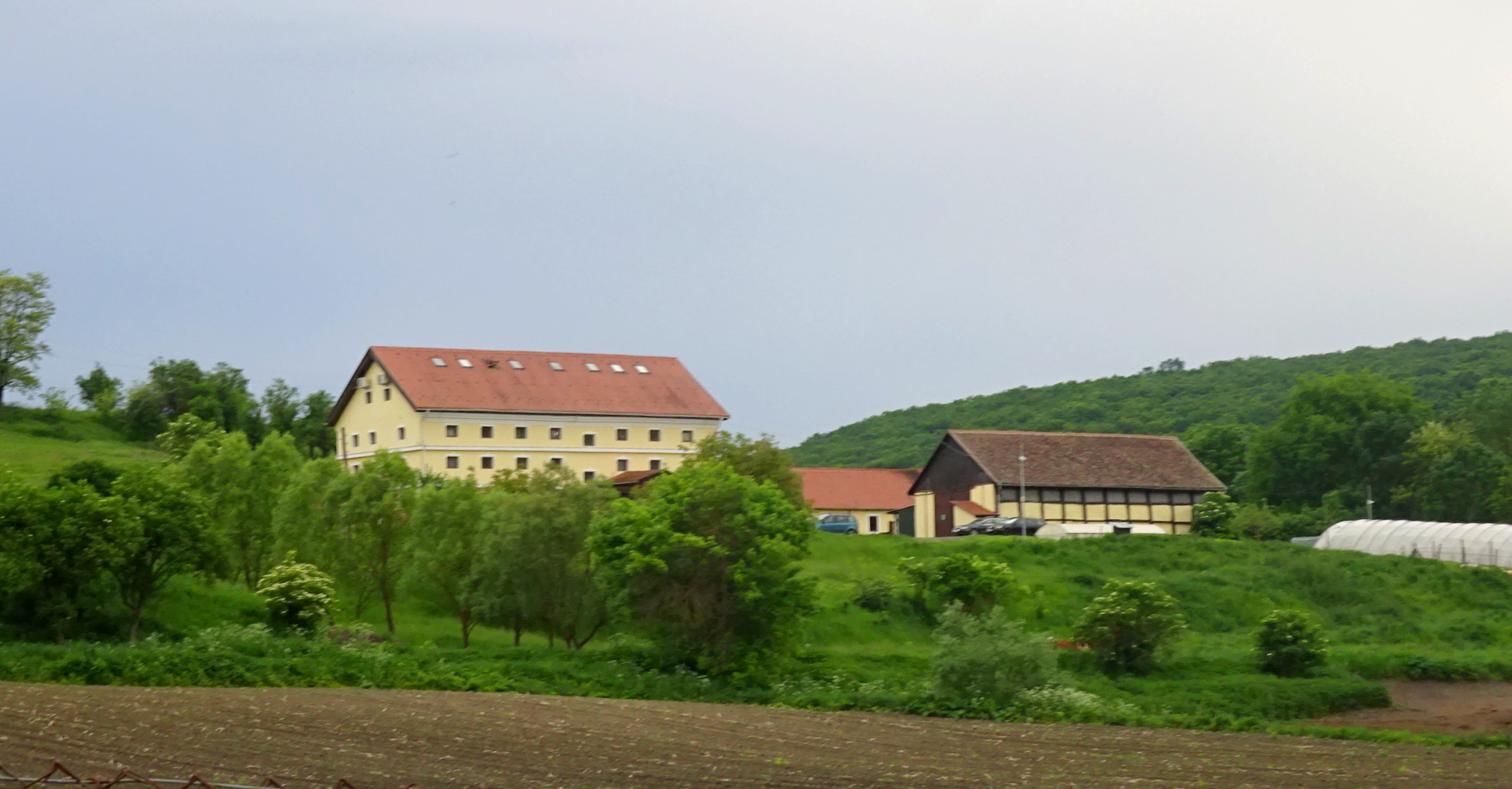